# الاريا داميكو
الاريا داميكو (Ilaria D'Amico) هي مذيعة رياضية إيطالية شهيرة ولدت في روما عام 1973 تعمل حاليا في قنوات سكاي الرياضية الإيطالية وتعتبر أشهر رياضية في إيطاليا هي تشجع نادي لاتسيو الإيطالي كانت وهي صغيرة في العمر كانت تعمل موديل في إحدى عروض الأزياء وفي إحدى الحلقات كانت تستضيف نجم الكرة الإنجليزية بيهكام ولكن فكتوريا منعتها بسبب جمالها الخلاب وهي أيضا على علاقة بنجم الكرة الايطاليه وحارس إيطاليا ونادى يوفينتوس الايطالى «بوفون».

## اقرأ أيضاً
- جانلويجي بوفون

## روابط خارجية
- الاريا داميكو على موقع IMDb (الإنجليزية)